# لو مان سارت باسكت
لو مان سارت باسكت (بالفرنسية: Le Mans Sarthe Basket)‏ هو فريق كرة سلة فرنسي تأسس في 1939 يقع في لو مان، فرنسا. يلعب في الدوري الفرنسي لكرة السلة الدرجة الأولى.

## أبرز اللاعبين
- نيكولا باتوم
- جاي بي باتيستا

## وصلات خارجية
- الموقع الإلكتروني